# Matthew Faughnan
Matthew Faughnan je americký režisér animovaného seriálu Simpsonovi. Předtím v seriálu působil jako asistent režie, v roce 2003 získal v této pozici cenu Emmy za díl Čtyřprocentní trojka.

## Režijní filmografieSimpsonových
18. řada
- Stůj, nebo můj pes vystřelí
- Speciální čarodějnický díl (s Davidem Silvermanem)

20. řada
- Nebezpečné zatáčky

21. řada
- Žena v ringu

22. řada
- Dědíme po dědovi

23. řada
- Speciální čarodějnický díl XXIII

24. řada
- Den, kdy se ochladila Země

25. řada
- Novorozeně

26. řada
- Speciální čarodějnický díl XXV

27. řada
- Kamarádka s výhodami
- Ve vězení dobře, doma nejlíp

28. řada
- Kouč „K“

29. řada
- Šíleně smutná Líza
- Pískaná

30. řada
- Speciální čarodějnický díl XXIX
- Šašek v manéži
- Kouzelná moc krystalů

31. řada
- Buď vítěz, nebo Homer
- Psí život

32. řada
- Vinný děda

33. řada
- Speciální čarodějnický díl XXXII
- Seriózní Flanders – 2. část